# Laila Freivalds

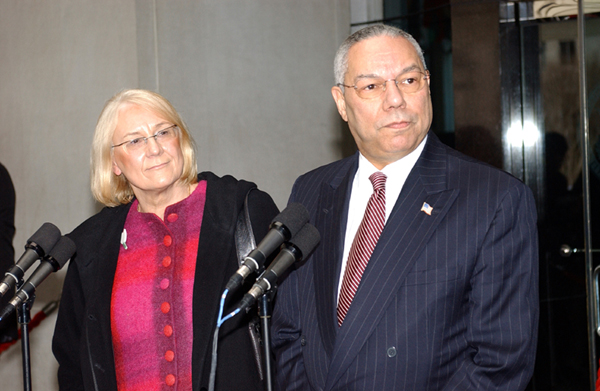
Laila Freivalds mit Colin Powell

Laila Freivalds (* 22. Juni 1942 in Riga) ist eine schwedische sozialdemokratische Politikerin. Sie war vom 4. Oktober 1988 bis 4. Oktober 1991 Justizministerin und vom 10. Oktober 2003 bis 21. März 2006 Außenministerin Schwedens.

## Biografie
Die in der lettischen Hauptstadt Riga geborene Freivalds verließ Lettland mit ihrer Familie während des Zweiten Weltkrieges. Über ein deutsches Flüchtlingslager kam sie 1947 mit ihrer Mutter und ihren Geschwistern nach Landskrona/Schweden. Nach dem Schulbesuch begann sie ein Jurastudium an der Universität Uppsala, das sie 1970 abschloss. Nach der vorgeschriebenen Gerichtspraxis schlug sie eine Richterlaufbahn ein, wechselte aber 1974 zum Zentralamt für Konsumentenfragen über (schwed. Konsumentverket), dessen Generaldirektorin sie zwischen 1983 und 1988 war. Gleichzeitig war sie Ombudsman für Konsumentenfragen. 
Ihre politische Karriere begann 1988, als sie Justizministerin in der Regierung Ingvar Carlssons wurde. Während der bürgerlichen Regierung 1991–1994 arbeitete sie als Rechtsanwältin und kehrte danach wieder als Justizministerin in die neugebildete sozialdemokratische Regierung zurück. 2000 trat sie nach starker öffentlicher Kritik eines Wohnungskaufes zurück. Die Sozialdemokraten waren entschiedene Gegner der Umwandlung von Miet- in Eigentumswohnungen. Auch Laila Freivalds hatte diesen Trend scharf verurteilt. Als ihre eigene (Miet-)Wohnung an der Reihe war, nahm sie jedoch die Gelegenheit wahr, diese zu einem sehr günstigen Preis als Eigentum zu erwerben. Dass sie auf Fragen von Journalisten nach diesem Geschäft mit einem Wutanfall reagierte, verbesserte ihr Image in der Öffentlichkeit nicht. 
Von 2000 bis 2003 war sie Verbundsdirektorin des Arbeitgebervereines für Musik, Tanz und Theater Svensk Scenkonst. 2003 wurde sie nach der Ermordung Anna Lindhs als Außenministerin in die schwedische Regierung zurückgeholt.
Freivalds wurde für ihr Verhalten nach der Tsunami-Katastrophe im Indischen Ozean über Weihnachten 2004, bei dem über hundert schwedische Touristen in Thailand ums Leben kamen, hart kritisiert. Ihr wurde vorgeworfen, dass sie erst spät sowie unbeholfen reagiert habe und über einen Tag verstreichen ließ, bevor Hilfe geschickt wurde, obwohl der schwedische Botschafter in Thailand, Jonas Hafström, das Außenministerium frühzeitig über die Dimensionen und das Risiko für eine große Anzahl schwedischer Opfer informierte. Die Boulevardzeitung Expressen übernahm in dem folgenden Kritiksturm die Führung und forderte auch in Anbetracht Freivalds früherer Wohnungsaffäre ihren Rücktritt. Premierminister Göran Persson hat während der ganzen Zeit versichert, dass Freivalds weiterhin sein volles Vertrauen hat.
Am 21. März 2006 zog Freivalds Konsequenzen aus der Kritik an ihrem Verhalten in der Affäre um die Mohammed-Karikaturen und trat von ihrem Amt als Außenministerin zurück: Ihr war vorgeworfen worden, sie habe die Medien nicht wahrheitsgemäß über die Schließung der Webseite der rechtskonservativen Sverigedemokraterna informiert, auf der zur Einsendung weiterer Mohammed-Karikaturen aufgerufen wurde. 
| Personendaten    | Personendaten           |
| ---------------- | ----------------------- |
| NAME             | Freivalds, Laila        |
| KURZBESCHREIBUNG | schwedische Politikerin |
| GEBURTSDATUM     | 22. Juni 1942           |
| GEBURTSORT       | Riga, Lettische SSR     |